# Jan Kogut
Jan Kogut (ur. 29 sierpnia 1901 w Dobromilu, zm. 18 października 1963 w Warszawie) – oficer polityczny, pułkownik ludowego Wojska Polskiego, działacz komunistyczny.
Syn górnika Marcina i Julii Dąbrowskiej. Skończył 4 klasy gimnazjum w Przemyślu, następnie był robotnikiem w kopalni soli, a potem pracownikiem przemysłu naftowego w Borysławiu (do 1941 roku). W grudniu 1918 zgłosił się ochotniczo do WP i został wcielony do 3 Dywizji Piechoty Legionów, zdemobilizowany w 1919. Ponownie zmobilizowany w czerwcu 1920, walczył w 27 pułku piechoty w wojnie polsko-sowieckiej, w listopadzie 1920 zwolniony z powodu choroby. 1923–1924 był w szkole podoficerskiej. 1927–1928 członek PPS-Lewicy, a od 1930 KPZU, w której działał do jej rozwiązania w 1938. 1931–1932 sekretarz Komitetu Miejskiego (KM) KPZU w Borysławiu i członek egzekutywy Komitetu Okręgowego (KO) KPZU w Drohobyczu. Po ataku Niemiec hitlerowskich na ZSRR w czerwcu 1941 wyjechał w głąb ZSRR, gdzie nadal pracował w przemyśle naftowym. 26 sierpnia 1943 wstąpił do Armii Polskiej w ZSRR. Od września 1943 był oficerem polityczno-wychowawczym (politrukiem) w 1 Armii WP. Ranny w walkach pod Kołobrzegiem 6 marca 1945. W 1944 wstąpił do PPR. Po wojnie pracował w aparacie politycznym i kadrowym WP i w urzędach wojskowych. Wielokrotnie nagradzany i awansowany za sumienne wywiązywanie się z obowiązków; był odznaczony Krzyżem Kawalerskim Orderu Odrodzenia Polski, Krzyżem Walecznych, Złotym i Srebrnym Krzyżem Zasługi i wieloma polskimi i zagranicznymi medalami.